# Джелюмкен
Джелюмке́н (рос. Джелюмкен) — селище у складі Амурського району Хабаровського краю, Росія. Входить до складу Литовського сільського поселення.

## Населення
Населення — 14 осіб (2010; 49 у 2002).
Національний склад (станом на 2002 рік):
- росіяни — 90 %